# Stilbognathus soikai
Stilbognathus soikai is een krabbensoort uit de familie van de Epialtidae. De wetenschappelijke naam van de soort is voor het eerst geldig gepubliceerd in 1962 door Guinot.